# Hermitage Hotel
Pour les articles homonymes, voir Hermitage.
L'Hermitage Hotel est un hôtel américain situé à Nashville, dans le Tennessee. Ouvert en 1910, cet établissement est inscrit au Registre national des lieux historiques depuis le 24 juillet 1975 et classé National Historic Landmark depuis le 28 août 2020. Il est membre des Historic Hotels of America depuis 1996.